# Жан-Давід Легран
Жан-Давід Легран (фр. Jean-David Legrand, нар. 23 лютого 1991, Сен-Дені, Франція) — гвіанський футболіст, захисник клубу «Стад Бордле» та національної збірної Французької Гвіани.

## Клубна кар'єра
Вихованець футбольної школи клубу «Тулуза».. З 2009 року став залучатись до матчів другої команди, в якій провів два сезони, взявши участь у 28 матчах чемпіонату, проте до основної команди не пробився.
Після цього виступав за клуби «Треліссак» та «Бержерак-Перигор», причому з кожною командою Легран вигравав п'ятий французький дивізіон і виходив до четвертого (у 2012 та 2015 році відповідно).
Влітку 2016 року перейшов у «Стад Бордле», з яким в першому ж сезоні втретє у своїй кар'єрі виграв п'ятий дивізіон. Наразі встиг відіграти за клуб 21 матч в національному чемпіонаті.

## Виступи за збірну
8 жовтня 2014 року дебютував в офіційних матчах у складі національної збірної Французької Гвіани в зустрічі проти збірної Гаїті (2:2).
У складі збірної був учасником розіграшу Золотого кубка КОНКАКАФ 2017 року у США, зігравши у всіх трьох матчах збірної на турнірі.